# Квинт Анхарий (претор)
Квинт Анха́рий (лат. Quintus Ancharius; I век до н. э.) — римский политический деятель, претор 56 года до н. э.

## Биография
Квинт Анхарий принадлежал к незнатному плебейскому роду. Известно, что его отец носил тот же преномен; возможно, это тот Квинт Анхарий, который упоминается в источниках как одна из жертв марианского террора 87 года до н. э. Британский антиковед Т. Уайзмен со ссылкой на одну, обнаруженную в Минтурнах, надпись предположил, что отца Квинта Анхария-старшего звали Гаем.
Квинт Анхарий впервые упоминается в сохранившихся письменных источниках в связи с событиями 59 года до н. э. как народный трибун. В этом качестве он совместно со своими коллегами Гнеем Домицием Кальвином и Гаем Фаннием действовал в интересах оптиматов против одного из консулов — Гая Юлия Цезаря. В 56 году до н. э. Анхарий занимал должность претора. По истечении полномочий он получил в управление провинцию Македония, где стал преемником Луция Кальпурния Пизона Цезонина с империем проконсула. Его имя упоминается в одной греческой надписи, найденной в Олимпии.